# Reszkessetek, betörők! 3.
A Reszkessetek, betörők! 3. (eredeti cím: Home Alone 3) 1997-ben bemutatott amerikai bűnügyi filmvígjáték, amelynek a rendezője Raja Gosnell, a producere John Hughes, a forgatókönyvírója John Hughes, a zeneszerzője Nick Glennie-Smith. A főszerepben Alex D. Linz látható. A mozifilm a 20th Century Fox  és a Hughes Entertainment gyártásában készült. A korábbi filmekhez nem kapcsolódik.
Az Amerikai Egyesült Államokban 1997. december 12-én, Magyarországon december 18-án mutatták be a mozikban.

## Cselekmény
Az amerikai légierőtől ellopnak egy szigorúan titkos adatokat tartalmazó mikrochipet, ám San Francisco repterén a négy tolvaj, Peter Baupre, Alice Ribbons, Earl Unger és Burton Jernigan elveszti azt. A nyomok Chicago kertvárosába vezetnek, ahol a chip – egy távirányítású játékautóban – egy nyolcéves kisfiú, Alex Pruitt kezébe kerül. Alex megbetegedik, és napközben egyedül marad. A betörők nem tudják, hogy az utca melyik házában található a játékautó, így úgy határoznak, hogy az utca összes házába betörnek. Alex az első két betörés során riasztja a rendőrséget, de a betörők elbújnak, és a rendőrség nem találja meg őket. A harmadik alkalommal Alex önálló akcióba kezd, a játékautóra kamerát szerel. A betörők azonban kiszedik a kazettát, így Alex elveszti a bizonyítékát. Alex megtalálja a chipet, és betelefonál a légierőbe, a légierő pedig az FBI tudomására hozza a dolgot. Ezek után a négy szélhámos rájön, hogy ki birtokolja a játékautót, és nagyszabású akciót kezdenek a Pruitt család háza ellen, de Alex mindannyiukkal elbánik. A film végén megjelenik az FBI, és letartóztatják a négy betörőt, Alex pedig hatalmas összegű jutalmat kap.

## Szereplők
| Szereplő         | Színész            | Magyar hang     | Leírás |
| ---------------- | ------------------ | --------------- | --- |
| Alex Pruitt      | Alex D. Linz       | Borbíró András  | Nyolc éves kisfiú, Karen és Jack legkisebb fia, Molly és Stan öccse, aki egy 10 millió dollárt érő mikrochippel rendelkező, távirányítós autóval rendelkezik, amit a betörők akarnak megszerezni. |
| Peter Beaupre    | Olek Krupa         | Dörner György   | Betörők, akik a kínaiaknak dolgoznak és azt a feladatot kapták, hogy megszerezzenek egy 10 millió dollárért érő mikrochipet.                                                                      |
| Alice Ribbons    | Rya Kihlstedt      | Timkó Eszter    | Betörők, akik a kínaiaknak dolgoznak és azt a feladatot kapták, hogy megszerezzenek egy 10 millió dollárért érő mikrochipet.                                                                      |
| Burton Jernigan  | Lenny von Dohlen   | Rubold Ödön     | Betörők, akik a kínaiaknak dolgoznak és azt a feladatot kapták, hogy megszerezzenek egy 10 millió dollárért érő mikrochipet.                                                                      |
| Earl Unger       | David Thornton     | Kálid Artúr     | Betörők, akik a kínaiaknak dolgoznak és azt a feladatot kapták, hogy megszerezzenek egy 10 millió dollárért érő mikrochipet.                                                                      |
| Karen Pruitt     | Haviland Morris    | Orosz Anna      | Jack felesége, Alex, Stan és Molly anyja. |
| Jack Pruitt      | Kevin Kilner       | Selmeczi Roland | Karen férje, Stan, Alex és Molly apja. |
| Mrs. Hess        | Marian Seldes      | Győri Ilona     | Idős néni a szomszédban, aki eleinte szigorú Alexxal, de végül összebarátkoznak. |
| Stan Pruitt      | Seth Smith         | Molnár Levente  | Jack és Karen legnagyobb fia, Alex és Molly bátyja. |
| Molly Pruitt     | Scarlett Johansson | Csondor Kata    | Jack és Karen lánya, Stan húga, Alex nővére. |
| Stuckey ügynök   | Christopher Curry  | Gruber Hugó     | FBI-ügynök, aki 7 éve próbálja elkapni Beaupre-t. |
| Taxisofőr        | Richard Hamilton   | Komlós András   | |
| Papagáj          | Darren T. Knaus    | Kassai Károly   | A Pruitt család papagája. |
| Rendőrkapitány   | Baxter Harris      | ?               | |
| Kínai bandafőnök | James Saito        | ?               | Kínai főnök, aki Beaupre, Ribbons, Jernigan és Unger neki dolgoznak. |
| Techie           | Kevin Gudahl       | ?               | Dolgozó a Védelmi Technológiáktól, aki odaadja a chipet Beaupre-nek, Ribbons-nak, Jernigan-nek és Unger-nek.                                                                                      |